# Libor Winkler
Libor Winkler (* 18. září 1960) je český byznysmen, filantrop, milovník umění a vysokohorské turistiky a řídicí partner investiční skupiny RSJ. 

## Život
Po studiích na České zemědělské univerzitě v Brně (dnes Mendelova univerzita) nastoupil jako vědecký pracovník do Výzkumného ústavu rostlinné výroby, kde se věnoval modelování pohybu vody v krajině. Již tehdy tíhnul k počítačům, efektivnímu zpracování dat a k programování. V roce 1991 dostal nabídku ze soukromé sféry a stal se ředitelem výpočetního střediska Agrostav Hustopeče. O dva roky později získal jako jeden z prvních v Česku licenci makléře a následně působil řadu let v brokerské kanceláři Katnek Securities.  
Na konci 90. let byl Libor Winkler jedním ze zakladatelů společnosti RSJ, která se zabývá algoritmickým obchodování na světových burzách, přičemž na některých z nich působí jako tzv. tvůrce trhu (market maker). V roce 2010 stál u zrodu prvního investičního fondu s cílem spravovat a investovat část prostředků z obchodování na derivátových burzách. 
Již několik let před vypuknutím ruské agrese obracel část svého podnikatelského zájmu na Ukrajinu. Na severovýchodě země postavil teplárnu na biomasu a s dalšími městy podepsal dohodu o spolupráci. Navzdory ruské invazi pokračoval na Ukrajině v projektu výsadby rychle rostoucích topolů pro produkci dřevní štěpky. Později s ukrajinskými partnery dostavěl teplárnu na biomasu v městě Kropyvnyckyj ve střední Ukrajině. V roce 2023 převzal s kyjevskými partnery síť tepláren na biomasu v Kyjevě a Kyjevské oblasti. 
Libor Winkler se také angažuje v kulturních a společensky prospěšných projektech a má několik podnikatelských aktivit na rodném Ostravsku. Podpořil vznik Deníku N, Nadačního fondu Neuron na podporu vědy, Nadačního fondu proti korupci, Nadačního fondu nezávislé žurnalistiky či Centra současného umění DOX. Je investorem hudebního festivalu Metronome a zakladatelem investičního fondu do umění Pro arte. Spoluvlastní vinařství Dobrá vinice a Wilomenna, vinné bary Vinograf a pražskou restauraci Field.
Aktivní je i ve veřejném dění. Při prezidentských volbách patřil ke sponzorům Karla Schwarzenberga, Jiřího Drahoše a prezidenta, Petra Pavla. Sám však politické ambice nemá.
Libor Winkler podporuje rozvoj filantropie v České republice.